# Hermann Lebert
Hermann Lebert ( Breslau, 9 de junio de 1813 - 1 de agosto de 1878, Bex, Suiza) fue un médico y naturalista alemán.
Su nombre de nacimiento era Hermann Lewy. Estudió medicina y ciencias naturales por primera vez en Berlín y luego en Zúrich, donde recibió la instrucción de Johann Lukas Schönlein. Después de recibir su doctorado en Zúrich (1834), viaja a través de Suiza, y se dedicó al estudio de la botánica. Pasó un año y medio en París para completar su formación médica con Guillaume Dupuytren y Pierre Charles Alexandre Louis. En 1838, se trasladó a Bex en el cantón de Vaud, y divide su tiempo entre esta ciudad y París. De 1842 a 1845, se dedicó a la anatomía comparada, una disciplina en la que se había interesado durante su viaje con los estudiantes a las costas de Normandía y las Islas del Canal, en compañía de Charles Philippe Robin.
En misión del gobierno, recogió muestras para el Museo de Orfila. Después de una estancia en Berlín durante el invierno de 1845-1846, Lebert se trasladó a París, donde ejerció la medicina sin dejar su trabajo científico. En 1853 aceptó la propuesta de profesor de medicina clínica en Zúrich y seis años más tarde se convierte en el titular del mismo cargo en Breslau. Se retiró en 1874 a Bex, donde pasó sus últimos años.
Lebert estuvo entre los primeros en utilizar el microscopio en la patología y por lo tanto contribuyó de manera decisiva tanto en la patología como en la medicina clínica.

## Publicaciones

### Aracnología, principalmente
- Lebert, 1877 : Die Spinnen der Schweiz, ihr Bau, ihr Leben, ihre systematische Ubersicht. Neue Denkscher Algemein Schweiz Gesellschaft Ges Naturweiss, vol. 27, p.1-321

- Lebert, 1874 : Über den Werth und die Bereitung des Chitinskeletes der Arachniden für mikroskopische Studien. Sitzungsberichte der Kaiserlichen Akademie der Wissenschaften. Mathematisch-Naturwissenschaftliche Classe, Wien, vol. 69, p.605-657

- Lebert, 1874 : Hydrachnides. Matériaux pour servir à l`étude de la faune du Lac Léman. Bulletin de la Société Vaudoise des Naturelles, Genève (Nouvelle Série), vol. 13, p.61-94

- Lebert, 1875 : Hydrachnides du Léman. Archives des Sciences Physiques et Naturelles de Genève (n.s.), vol. 52, p.69-71

- Lebert, 1875 : Über Wasserspinnen des Genfer Sees. Jahresb. der Schlesischen Gesell. für vaterländische Cultur, Breslau, vol. 52, p.43-44

- Lebert, 1878 : Hydrachnides de la faune profonde du Léman. Campognatha Schnetzleri (nov. sp.). Matériaux pour servir à l`étude de la faune du Lac Léman. Bulletin de la Société Vaudoise des Naturelles, Genève (Nouvelle Série), vol. 15, p.497-535

- Lebert, 1879 : Description de quelques espèces nouvelles d`Hydrachnides du Lac Léman. Bulletin de la Société des Vaudoise des Sciences Naturelles, ser. 2, vol. 16, p.327-377 (artículo póstumo)

### Sobre patología
- Physiologie pathologique. 2 Volumes et Atlas. Paris, Baillière, 1845

- Über Gehirnabscesse. [Virchows] Archiv für pathologische Anatomie und Physiologie und für klinische Medicin, Berlin, 1856, 10: 78–109, 352–400, 426–468

- Traité d’anatomie pathologique générale et spéciale. 2 vols. Paris, Baillière, 1857 & 1861

- Handbuch der praktischen Medicin. 2 vols. Tubinga, 1855, 1856

- Handbuch der allgemeinen Pathologie und Therapie. Tubinga, 1865

- Quelques expériences sur la transmission par inoculation des tubercules. Bull. de l’Académie de médecine, Paris, 1866, 32: 119–151

- Grundzüge der ärztlichen Praxis. 3 entregas. 1866

- Traité pratique des maladies scrofuleuses et tuberculeuses, Paris, 1849

- Traité pratique des maladies cancéreuses. Paris, 1851

- Klinik der Brustkrankheiten. 2 vols. Tubinga, 1874

- Die Krankheiten des Magens. Tubinga, 1878

- Die Krankheiten der Blut- und Lymphgefässe. In: (Rudolf Virchows) Handbuch der speciellen Pathologie und Therapie, vol 5, N.º 2: 1–152. 1ª ed. Erlangen 1861 (6 vols. Erlangen, 1854–1876)

## Abreviatura (zoología)
La abreviatura Lebert  se emplea para indicar a Hermann Lebert como autoridad en la descripción y taxonomía en zoología.

- La abreviatura «Lebert» se emplea para indicar a Hermann Lebert como autoridad en la descripción y clasificación científica de los vegetales.[1]